# Етавињи
Етавињи (фр. Etavigny) насеље је и општина у североисточној Француској у региону Пикардија, у департману Оаза која припада префектури Санлис.
По подацима из 2011. године у општини је живело 157 становника, а густина насељености је износила 21,9 становника/km². Општина се простире на површини од 7,17 km². Налази се на средњој надморској висини од 134 метара (максималној 145 m, а минималној 78 m).

## Демографија
| 1962. | 1968. | 1975. | 1982. | 1990. | 1999. | 2011. |
| ----- | ----- | ----- | ----- | ----- | ----- | ----- |
| 118   | 136   | 128   | 109   | 106   | 118   | 157   |

График промене броја становника у току последњих година